# قربانی کردن انسان در فرهنگ آزتک

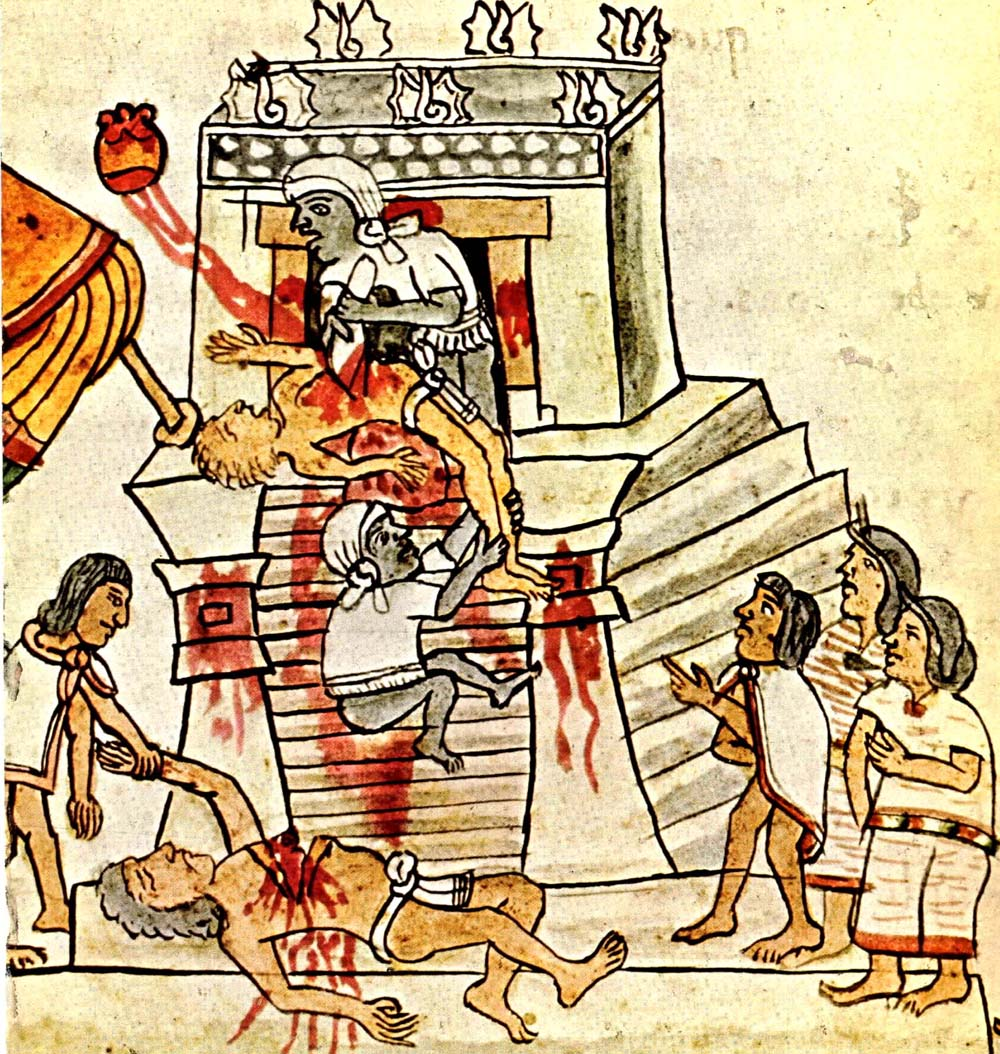
قربانی کردن انسان، از مستندات ماگلیابچیانو

قربانی کردن انسان، یکی از جنبه‌های تاریخی فرهنگ آزتک‌ها بود، هرچند که محدوده و میزان انجام این عمل، توسط دانشمندان مورد بحث قرار دارد. اسپانیاییهایی که برای نخستین بار به اقوام آزتک برخورد کرده بودند، در نوشته‌های خود به صراحت اظهار کرده‌اند که قربانی کردن انسان به طور گسترده‌ای در مزوآمریکا متداول و مرسوم بوده‌است. به عنوان مثال، اظهارات برنال دیاز در فتح اسپانیای جدید، مشتمل بر شرحیات و گفته‌های چند شاهد عینی است که از مراسم اعطای قربانی انسانی، جان سالم به در برده‌اند و در عوض به چشم خود این وقایع را دیده‌اند. افزون بر این، تعدادی شرح با واسطه و دست دوم نیز، از انجام مراسم قربانی کردن انسان در دست است، که توسط فریارهای اسپانیایی، به رشته تحریر کشیده شده‌اند، و در آنها، مطالبی از اظهارات بومیانی که در این قبیل مراسم شاهدان عینی بوده‌اند، درج شده‌است.

## شرح
در حال حاضر، دانشمندان و محققین این نظریه را تا حدود زیادی پذیرفته‌اند، که قربانی کردن انسان در امپراتوری آزتک‌ها، به همان شیوه که در مزوآمریکا، در طی دوران پیش کلمبیایی رواج داشته، انجام می‌پذیرفته‌است. از اواخر دههٔ ۱۹۷۰ میلادی، و در جریان کاوشهای باستان‌شناسی که در حوالی هرم بزرگ تنوچتیتلان [پایتخت آزتک‌ها]، و همین‌طور در هرم تئوتی اوآکان که هرم (معبد) مخصوص ماه می‌باشد، صورت گرفته، و همچنین با توجه به دستاوردهای کاوش در دیگر سایت‌های باستان‌شناسی، قرائن و شواهد فیزیکی از قربانی کردن انسان در میان مردمان مزوآمریکایی بدست آمده‌است.
دانشمندان و پژوهشگران دوران مدرن، تفسیرهای متعدد و متنوعی در ارتباط با عمل آزتک‌ها در زمینهٔ قربانی کردن انسان ارائه کرده‌اند و برای این عمل، هم اهمیت مذهبی و هم اهمیت اجتماعی، در نظر گرفته‌اند. به عنوان مثال، یک تئوری در این زمینه، که البته به طور گسترده‌ای بی‌اعتبار شناخته شده، این است که رژیم غذایی مزوآمریایی‌ها، فاقد پروتئین بوده و آدم‌خواری و تغذیه از گوشت قربانیان [که در برخی از انواع قربانی کردن، صورت می‌پذیرفته‌است]، بخشی از رژیم غذایی لازم را برای آزتک‌ها فراهم می‌ساخته‌است. نظریات دیگری نیز وجود دارند که این عمل را به ویژه با عوامل اجتماعی و روانی، پیوند می‌دهند یا اینکه آن را به عنوان یک نوع ابزار سیاسی در نظر می‌گیرند. با این وجود، اغلب پژوهشگران و محققین آگاه از مسائل مربوط به مزوآمریکا، این عمل را به عنوان بخشی از سنت‌ها و آداب و رسوم فرهنگی مربوط به مناسک و آیین اعطای قربانی تلقی می‌کنند، که در طی هزاره‌های طولانی در مزوآمریکا رواج داشته‌است.
در مجموع عمل قربانی کردن انسان، در میان جمعیت‌های بومی دوران پیش کلمبیایی، یک موضوع بحث‌برانگیز و مورد اختلاف است. بحث و گفتگو، در مورد قربانی کردن انسان همچنین با جنگ کلاسیک و تناقض معمولی که در مورد «وحشی نجیب» به شمار آوردن مردمان بومی آزتک، یا «وحشی بدوی» خواندن آنان از دیرباز دچار ابهام بوده نیز، گره خورده‌است. گذشته از اینها، در تحقیقات و پژوهشهای دانشگاهی مدرن، شماری از دانشمندان هستند که تمایل به خیالی خواندن و افسانه‌ای در نظر گرفتن موضوع قربانی کردن انسان دارند، حال آنکه دیگرانی نیز وجود دارند که متمایل به اغراق و مبالغه در این مورد دارند.
قربانی کردن انسان‌ها در عقیدهٔ آزتک‌ها به مفهوم همکاری ضروری انسان و ایزدان بود. قربانیان در واقع پیکی بودند که آرمان‌های این قوم را به پیشگاه آفتاب می‌بردند و این کار از روی سنگدلی و بد طینتی نبود. ایشان طی مناسک و مراسمی خاص همراه با جشن‌های مختلف برای ایزدان خود قربانی می‌دادند، و شیوهٔ قربانی کردن انسان بستگی به ایزدی داشت که این عمل به افتخار وی صورت می‌گرفت.

## چگونگی قربانی کردن
دکتر کاسو در کتاب مردمان آفتاب، دربارهٔ چگونگی قربانی کردن برای تسکاتلیپوکا (ایزد آفریننده) چنین روایت کرده‌است:
اسیری را به عنوان مظهر ایزد برمی‌گزیدند، کاهنان به وی آداب و رسوم درباری و نواختن نی لبک را می‌آموختند؛ خدمتکارانی به خدمت وی گمارده می‌شدند؛ او جامهٔ خدایان را می‌پوشید؛ از چپق زرین تنباکو دود می‌کرد و همچون اشراف دسته گلی به دست می‌گرفت و به گردش می‌پرداخت، در حالیکه همه در برابر وی، کُرنش می‌کردند. بیست روز قبل از مراسم جشن، لباس سرداران و جنگجویان دلیر را بر تنش می‌پوشاندند؛ چهار دوشیزه که مظهر همسران [=چهار همسر] ایزد تقدیر بودند، به عقد ازدواج وی درمی‌آمدند.
در روز جشن، به افتخار او، رقص و مهمانی برپا می‌شد و همه مدح وی را می‌گفتند؛ وی همراه با همسرانش در یکی از زورق‌های سلطنتی به معبد کوچکی که در کرانهٔ دریاچه‌ای بود، می‌رفت و در آنجا همسرانش وی را ترک می‌کردند. او با نی لبک‌ها [با چند نی لبکی که به همین منظور توسط کاهنان درباری در اختیار وی قرار گرفته و نواختن آن به وی آموزش داده شده بود]، از پلکان معبد بالا می‌رفت و سر هر پله‌ای، یکی از نی لبک‌ها را که نشانه‌ای از بزرگی گذشته اش بود، می‌شکست.
در بالای معبد، کاهنان جامه از بدن او بیرون می‌آوردند، وی را بر قربانگاه می‌خواباندند و قلب طپنده اش را بیرون می‌کشیدند.
ساآگون، وقایع نگار فرانسیسی، در تفسیر این مطلب می‌نویسد که:
آنان که در زندگی از مُکنت و خوشی بهره مندند، باید در بینوایی و رنج آن را به پایان رسانند.

## انواعی دیگر از قربانی کردن
نوع دیگری از قربانی این بود که فرد قربانی شونده را در بلندی به چوب می‌بستند و آن قدر تیر به سویش رها می‌کردند تا بمیرند؛ زیرا معتقد بودند که خون قربانیان موجب باروری زمین و پیدایش آب می‌شود. این نوع قربانی معمولاً برای شیپه توتک (ایزد بهار) انجام می‌گرفت. سر بریدن و به آتش افکندن نیز، نوع دیگری از قربانی کردن بود.
اما کسانی را که در جنگ از خود شجاعت نشان داده بودند، به شیوهٔ پهلوانی قربانی می‌کردند. اسیر را می‌بستند و وی برای دفاع، به جای سلاح شمشیر چوبی که گلوله‌هایی از جنس پَر به آن بود، در دست می‌گرفت. گلوله‌ها نشانهٔ این بود که اسیر قربانی خواهد شد؛ چهار گرز از چوب کاج نیز به وی می‌دادند و وی می‌بایست با چهار سلحشور به ترتیب مبارزه کند؛ اگر پیروز می‌شد، آن گاه پنجمی پای به میدان می‌گذاشت که با دست چپ مبارزه می‌کرد. با این حال گفته شده‌است که دلاوری توانست بر حریفان پیروز شود و مورد عفو قرار گیرد. وی سرکردهٔ سپاهی شد، اما پس از پایان جنگ ترجیح داد که [مجدداً] قربانی شود.
اسرا نیز خود را برگزیدگان آفتاب می‌دانستند.

## قربانی برای توناتیو
این مراسم معمولاً با موسیقی و از طریق نواختن طبل، شاخ، جغجغه، فلوت، نئین، ترومپت‌های صدفی و… آغاز می‌شد. اشراف دایره‌ای تشکیل می‌دادند و در اطراف قربانگاه که در حیاط معبد بود، می‌رقصیدند و مردم عادی نیز در دایره‌ای دیگر، همین کار را می‌کردند. آنها رقص‌های مختلفی داشتند، از جمله رقص چهارلرزه که برای بزرگداشت خورشید(توناتیو) اجرا می‌شد. پس از این رقص، نوبت رقص جنگجویان عقاب و یوزپلنگ بود. در پایان این رقص‌ها، اسیری برای توناتیو قربانی می‌شد. همچنانکه در پایان رقص اول نیز، اسیری را بر تقویم سنگی، قربانی می‌کردند.
قربانی کردن انسان در این مراسم توسط شخص کاهن اعظم صورت می‌گرفت. قربانی معمولاً مردی سالم، قوی و نیرومند انتخاب می‌شد. کاهن اعظم و زیردستانش ابتدا اورادی زمزمه کرده و سپس بوسیلهٔ گروه همسرایان، سرود قربانی خوانده می‌شد. آن گاه کاهن اعظم به طرز دردناک و فجیعی، با کاردی سنگی سرِ قربانی را می‌برید و سپس بلافاصله با کاردی دیگر که به شکل مثلث بلندی از ورقهٔ سنگی بود، به سینهٔ مرد نیمه جان، با یک ضربت فرومی‌کرد. در این حال غریو شادی و هلهله از جمعیت برمی‌خاست.
سپس کاهن اعظم با سایش دو تکه چوب ویژه، آتشی افروخته و یک تکه از آن چوب مشتعل را به شکاف سینهٔ قربانی فروکرده و پیشاپیش جمعیت، که در حال حرکت بودند، قربانی را به معبد مخصوص می‌بردند، تا تقدیم خدایان شود.